# Appelsin
Appelsiner (Citrus sinensis) stammer fra Burma og det sydlige Kina. Senere har de bredt sig til Indien og herefter til Europa, hvor den har været dyrket siden det 15. århundrede.
Det danske navn betyder egentlig 'kinesiske æbler', af de hollandske ord 'Appel' og 'Sin' (Kina på arabisk).

## Beskrivelse
Appelsintræet bliver ca. 10-12 meter højt. Det er tornet og har duftende hvide blomster. Frugternes form, farve og smag afhænger i nogen grad af sorten og dyrkningsstedet, men fælles er, at de er rundagtige med en tyk, orange skræl. Frugtkødet er ligeledes orange. Det er syrligtsødt i smagen og meget saftigt med op til 35 procent saft. Selve appelsintræet er meget gammelt – og det anslås flere steder for at være cirka 20 millioner år gammelt.[kilde mangler]

## Anvendelse
Frugten spises som den er eller indgår i desserter, kager og forskellige retter. Olie udvundet af blomster og skræl anvendes til likører, læskedrikke og i parfume-industrien. Appelsinen anvendes også som dekoration – for eksempel som juledekoration med tørrede nelliker stukket i.
Appelsiner plukkes ofte før de er modne, hvilket får indflydelse på smagen, der bliver mere syrlig og mindre aromatisk. Dette skyldes den oftest lange transportvej fra Asien, Nordafrika, Grækenland, Italien, Israel, Spanien og Tyrkiet.
| - Appelsiner - Søde appelsiner, Appelsiner, hele, halverede og skrællede segmenter og både - Appelsiner efter skrælning af skindet - Appelsiner og appelsin juice - Appelsin blomster - Appelsiner |